# 叶茹彭萨卡寺
叶茹彭萨卡寺是位于今中国西藏自治区日喀则地区境内的一座早期苯教寺院。现已无存。

## 历史
1072年，苯教大师贤钦噶的弟子祖钦南卡琼仲创建了叶茹彭萨卡寺。该寺建成之后，成为研修苯教的重要道场之一。当时，该寺一直十分兴盛，并且培养了许多知名的苯教高僧。1386年，该寺被洪水毁灭。此后，叶茹彭萨卡寺再也未修复。